# Podstenice
Podstenice este o localitate din comuna Dolenjske Toplice, Slovenia.